# Alain Oulman
Alain Bertrand Robert Oulman (* 15. Juni 1928 in Dafundo; † 29. März 1990 in Paris) war ein portugiesischer Komponist und Verleger. Er hat einen großen Teil der Kompositionen für die Fado-Sängerin Amália Rodrigues geschrieben, wie Alfama, Gaivota oder Meu amor, meu amor.

## Leben
Alain Oulman war der Sohn des Industriellen Alberto Bensaúde Oulman und der Verlegerin Nicole Calmann-Lévy. Die Familie hatte jüdisch-französische Wurzeln. Er besuchte die englische St. Julian's School in Carcavelos in der Nähe von Lissabon und interessierte sich für Theater, Musik, Malerei und vor allem Literatur, speziell für portugiesische Poesie. Nach Abschluss seines Studiums arbeitete er im Geschäft seines Vaters und verfolgte gleichzeitig seine musikalischen Interessen weiter. Anfang der 1960er Jahre traf er die Sängerin Amália Rodrigues. 1962 erschien ihr Album Busto, das den Beginn einer langjährigen Zusammenarbeit markiert. Weitere Alben folgten, auf denen Texte des Nationaldichters Luís de Camões sowie moderner portugiesischer Poeten wie Alexandre O’Neill und Manuel Alegre vertont wurden. Diese wurden von der Kritik zunächst durchaus kontrovers aufgenommen.

### Politische Verfolgung und Exil
Aufgrund seines politischen Engagements wurde Alain Oulman vom portugiesischen Geheimdienst PIDE verfolgt, 1966 inhaftiert und dann des Landes verwiesen. Er ging zunächst ins Exil nach London, bevor er sich 1968 endgültig in Paris niederließ und dort im Verlag von Robert Calmann-Lévy arbeitete. Er gab dort unter anderem Bücher der Autoren Suzanne Prou, Amos Oz und Patricia Highsmith heraus. Außerdem erschien in dem Verlag Le Portugal bâillonné von Mário Soares, dem späteren Premierminister und Präsidenten Portugals. Der Kontakt zu Amália Rodrigues blieb auch über die Distanz weiterhin bestehen und 1970 wurde das Album Com que Voz veröffentlicht, das mehrfach preisgekrönt wurde. Nach dem Ende der Diktatur unter Salazar in Portugal lebte er sowohl in Paris als auch in Lissabon.

### Rezeption
Seine Kompositionen werden von vielen Fadistas wie Carlos do Carmo oder António Mourão interpretiert. 2002 wurde der Komponist im Rahmen des Festival da Música e dos Portos und 2006 beim Festa do Avante durch Musiker wie Kátia Guerreiro oder Carla Pires geehrt. Von Juni bis Dezember 2009 präsentierte das Museu do Fado in Lissabon eine Sonderausstellung mit dem Titel: Alain Oulman - As Mãos Que Trago, die dem Komponisten gewidmet war. Alain Oulman spielt eine zentrale Rolle in der Geschichte des Fado.

## Diskographische Hinweise
- Amália Rodrigues: Busto, LP, 1962
- Amália Rodrigues: Fado Português, LP, 1965
- Amália Rodrigues: Com Que Voz, LP, 1970
- Amália Rodrigues: Cantigas Numa Língua Antiga, LP, 1977